# Самара (Ирак)
Вижте пояснителната страница за други значения на Самара.
Самара (на арабски: سامراء) е град, разположен в област Салах ад Дин, Ирак. Населението на града през 2012 година е 141 186 души.

## География
Градът се намира в източния бряг на река Тигър, на 125 километра северно от столицата Багдад.

## История
Самара е била столицата на Абасидите, макар и за кратък период от време. След 13 век градът запада. Нова ера в развитието на града започва през последните 30 години на 20 век, когато близо до града е построен голям язовир и много от жителите в околните градчета са принудени да се преместят да живеят в Самара.

## Население
| Година | Население |
| ------ | --------- |
| 1965   | 25 058    |
| 2012   | 141 186   |

## Култура
В Самара се намират и гробниците на Али ал-Хади и Хасан ал-Аскари, съответно 10-ия и 11-ия от шиитските имами, както и храмът на Мохамед ал-Махди, известен като Скрития имам.